# フルートで演奏される曲目
フルートで演奏される曲目は、フルートのために書かれた曲、もしくはフルート奏者によって吹かれる代表的な曲を列挙し、また必要ならば解説を付け加えたものである。
協奏曲についてはフルート協奏曲を、フルートオーケストラ作品についてはフルートオーケストラを参照。

## 他の楽器との多重協奏曲
- ヴォルフガング・アマデウス・モーツァルト：フルートとハープのための協奏曲 ハ長調 K.299 （297c）
- オリヴィエ・メシアン：四重協奏曲（フルート、ヴァイオリン、チェロ、ピアノと管弦楽のための）（未完、妻イヴォンヌ・ロリオ補作）
- 武満徹：海へII（アルト・フルート、ハープと弦楽合奏のための）
- ミカエル・ジャレル：フルート、オーボエ、クラリネットと管弦楽のための協奏曲

## 管弦楽曲の中で特徴的なソロを含む楽曲
- ヨハン・ゼバスティアン・バッハ： マタイ受難曲
- ヨハン・ゼバスティアン・バッハ：ミサ曲 ロ短調
- ヨハン・ゼバスティアン・バッハ：管弦楽組曲 第2番 ロ短調
- クリストフ・ヴィリバルト・グルック：オペラ『オルフェオとエウリディーチェ』 - 「精霊の踊り」
- ヨハネス・ブラームス：交響曲第4番 - 第4楽章
- ジョルジュ・ビゼー：『カルメン』 - 第3幕への間奏曲
- ジョルジュ・ビゼー：『アルルの女』第2組曲 - 「メヌエット」
- ピョートル・チャイコフスキー：パレエ音楽『くるみ割り人形』 - 「葦笛の踊り」[1]
- エドヴァルド・グリーグ：『ペール・ギュント』第1組曲 - 「朝」
- ガブリエル・フォーレ：組曲『ペレアスとメリザンド』 - 「シシリエンヌ」
- ガブリエル・フォーレ：パヴァーヌ
- クロード・ドビュッシー：牧神の午後への前奏曲（フルートとピアノ二重奏への編曲もある）
- モーリス・ラヴェル：マ・メール・ロワ
- モーリス・ラヴェル：『ダフニスとクロエ』第2組曲 - 「無言劇」
- モーリス・ラヴェル：ボレロ
- イーゴリ・ストラヴィンスキー：『ペトルーシュカ』第1部 - 「導入」
- イーゴリ・ストラヴィンスキー：『春の祭典』
- ルロイ・アンダーソン：ペニー・ホイッスル・ソング

## 複数のフルートによる室内楽曲
- 湯浅譲二：相即相入（2本のフルートのための）
- 平義久：サンクロニー（2本のフルートのための）、風紋（4本のフルートのための）、琥珀（2本のフルートのための）（2005年、遺作）
- ソフィア・グバイドゥーリナ：フルート四重奏曲
- フィリップ・ユーレル：ループ III（2本のフルートのための）
- アベラルド・アルビージ（英語版）：小組曲第2番（3本のフルートのための）
- マルク・ベルトミュー：4つの小品（3本のフルートのための）
- ジャック・カステレード（英語版）：笛吹きの休日（3本、または4本のフルートのための）
- マルク・ベルトミュー：猫（4本のフルートのための）
- ウジェーヌ・ボザ：夏山の一日（4本のフルートのための）
- ピエール・マックス・デュボワ：四重奏曲（4本のフルートのための）
- 吉松隆：さえずり鳥ブログ（4本のフルートのための）

## 他の楽器との室内楽曲
大編成のものはフルートオーケストラを参照。
- ゲオルク・フィリップ・テレマン：パリ四重奏曲集
- ヴォルフガング・アマデウス・モーツァルト：フルート四重奏曲（第1番 ニ長調、第2番 ト長調、第3番 ハ長調、第4番 イ長調）
- クロード・ドビュッシー：フルート、ヴィオラとハープのためのソナタ（フルート、クラリネットとピアノ三重奏への編曲版：HILTOP:HTM548)
- モーリス・デュリュフレ：フルート、ヴィオラとピアノのための前奏曲・レシタティーフと変奏曲
- アンドレ・ジョリヴェ：リノスの歌
- エイトル・ヴィラ＝ロボス：ブラジル風バッハ第6番（フルートとファゴットのための）
- アストル・ピアソラ：タンゴの歴史（フルートとギター）
- アルノルト・シェーンベルク：月に憑かれたピエロ（朗唱と五重奏）、木管五重奏曲 （フルートとピアノのためのソナタへの編曲版あり）
- ピエール・ブーレーズ：ル・マルトー・サン・メートル
- 武満徹：リング（フルート、テルツ・ギター、リュート)、サクリファイス（アルト･フルート、リュート、ヴァイブラフォンのための)、ユーカリプスI（フルート、オーボエ、ハープ)、海へ（アルトフルートとギターのための）、海へIII（アルトフルートとハープのための）、「そして、それが風であることを知った」（フルート、ヴィオラとハープのための）
- ソフィア・グバイドゥーリナ：喜びと悲しみの園（フルート、ヴィオラとハープのための）
- カイヤ・サーリアホ：新しき門（フルート、ヴィオラとハープのための）

## 鍵盤楽器との二重奏曲および伴奏つき独奏曲
- ヨハン・ゼバスティアン・バッハ：フルートとチェンバロのためのソナタ（ロ短調、変ホ長調、イ長調）
- ヨハン・ゼバスティアン・バッハ：フルートと通奏低音のためのソナタ（ハ長調、ホ短調、ホ長調）
- フランツ・ドップラー：ハンガリー田園幻想曲
- テオバルト・ベーム：序奏とグランド・ポロネーズ
- カール・ライネッケ：フルートとピアノのためのソナタ ホ短調『ウンディーネ』
- フランツ・シューベルト：「しぼめる花」の主題による序奏と変奏
- ペテル・マハイジック： セナ・「フルートとピアノのためのソナタ
- セルゲイ・プロコフィエフ：フルートとピアノのためのソナタ（ヴァイオリン・ソナタ第2番の原曲）
- フランシス・プーランク：フルートとピアノのためのソナタ
- パウル・ヒンデミット：フルートとピアノのためのソナタ
- ペテル・マハイジック：Senahh 『セナ』（フルートとピアノのための）
- フランク・マルタン：バラード（フルートとピアノのための）
- アンリ・デュティユー：ソナチネ
- ピエール・ブーレーズ：ソナチネ
- ダリウス・ミヨー：ソナチネ

## 無伴奏独奏曲
- ヨハン・ゼバスティアン・バッハ：無伴奏フルートのためのパルティータ イ短調
- カール・フィリップ・エマヌエル・バッハ：無伴奏フルートのためのソナタ イ短調
- ジャック・マルタン・オトテール：フルートのための作品集
- ゲオルク・フィリップ・テレマン：無伴奏フルートのための12の幻想曲
- クロード・ドビュッシー：シランクス
- ジャック・イベール：小品（無伴奏フルートのための）
- アルテュール・オネゲル：牝山羊の踊り
- パウル・ヒンデミット：8つの小品（無伴奏フルートのための）
- エドガー・ヴァレーズ：密度21.5
- ピエール＝オクターヴ・フェルー：3つの小品（恋に落ちた女羊飼、翡翠、端陽）
- アンドレ・ジョリヴェ：5つの呪文
- エルンスト・フォン・ドホナーニ：無伴奏フルートのためのパッサカリア作品48-2
- イサン・ユン：エチュードI - V
- 武満徹：マスク、ヴォイス、巡り - イサム・ノグチの追憶に、エア
- 湯浅譲二：礼楽（アルト・フルートのための - イサン・ユンに寄せて)、ドメイン（領域）、タームズ・オブ・テンポラル・ディテーリング（バス・フルートのための）、舞働2（アルト・フルートのための）
- 福島和夫：レクイエム、冥、春賛
- 平義久：イエロフォニーIV
- 細川俊夫：線I
- ルチアーノ・ベリオ：セクエンツァI
- サルヴァトーレ・シャリーノ：エルメス、魔法はどのように生み出されるか（他多数）
- ブライアン・ファーニホウ：ユニティ・カプセル、カサンドラの夢の歌、発明の牢獄
- アストル・ピアソラ：6つのタンゴ・エチュード

## エレクトロニクスを伴う曲
- カイヤ・サーリアホ：ノアノア（フルートとライブエレクトロニクスのための、ポール・ゴーギャンのテクストによる）
- ホラティウ・ラドゥレスク：トゥルヴェール（フルートとテープのための）（テープは8声部のフルートに基づく）
- ピエール・ブーレーズ：エクスプロザント・フィクス（版によってはMIDIフルートを使用する）

## 声楽とフルートのための曲
- レオシュ・ヤナーチェク：むせび泣く噴水（女声合唱とフルートのための。「フラッチャニの歌」第2曲）
- アルベール・ルーセル：ロンサールの2つの詩（ソプラノとフルートのための）
- ホアキン・ロドリーゴ：恋する羊飼いの歌（ソプラノとフルートのための）
- 林光：「道」「空」「子供と線路」（ソプラノとフルートのための）
- ゲオルク・フリードリヒ・ヘンデル：九つのドイツアリア（快い静けさHMV205）

## 他楽器のレパートリーからの編曲
主にヴァイオリンからの編曲が多い。概ね原曲のまま流用されるが、演奏不可能な音域は部分的にオクターブ移動するか他の音で置換えられるか曲全体が移調される。また、重音については主要音のみ残すかアルペッジョに置換えるなどの処理がなされる。現代音楽においてはリコーダーのレパートリーとの相互の編曲も見られる。
- ヨハン・ゼバスティアン・バッハ：
  - フルート協奏曲（チェンバロ（クラヴィア）協奏曲第3番BWV.1054（ヴァイオリン協奏曲第2番)、第4番BWV.1055（オーボエダモーレ協奏曲）、第5番BWV.1056（ヴァイオリン協奏曲）、第7番BWV.1058（ヴァイオリン協奏曲第1番）などからの編曲)
  - フルートとチェンバロのためのソナタ全3曲（チェロとチェンバロのためのソナタBWV1027 - 1029からの編曲)
  - 無伴奏チェロ組曲第1 - 6番（原曲から2オクターブ上げて演奏される。パウル・マイゼン編曲・校訂版などがある）、 無伴奏ヴァイオリン・ソナタ第1 - 3番および無伴奏ヴァイオリン組曲第1 - 3番（ロベルト・シューマンによるピアノ伴奏付きの編曲もあるが、シャコンヌは省かれている）
- ヴォルフガング・アマデウス・モーツァルト：
  - フルート協奏曲（クラリネット協奏曲 イ長調 K.622からの編曲。ゴールウェイ版など。なお、作曲家没後間もなく既に編曲版が作られていた）
  - フルートソナタ（ヴァイオリンソナタ 第24番 K296、第25番 K301、第28番 K304、第32番 K376、第33番 K377、第34番 K378、第35番 K379、第36番 K380、第40番 K454、第42番 K526などからの編曲。多くは作曲家生前から没後間もなくの頃の編曲版あり）
- ルートヴィヒ・ヴァン・ベートーヴェン：
  - フルート協奏曲（ヴァイオリン協奏曲ニ長調Op.61からの編曲）
  - フルートソナタ（ヴァイオリンソナタ第1番 - 第8番、第10番からの編曲、チェロソナタ第3番 - 第5番からの編曲）
- フェリックス・メンデルスゾーン：フルート協奏曲（ヴァイオリン協奏曲ホ短調Op.64からの編曲）
- セザール・フランク：フルートソナタ（ヴァイオリンソナタからの編曲）
- ヨハネス・ブラームス：フルートソナタ（クラリネットソナタ第1番 - 第2番、ヴァイオリンソナタ第2番 - 第3番からの編曲）
- ガブリエル・フォーレ：フルートソナタ（ヴァイオリンソナタ第1番からの編曲）
- リヒャルト・シュトラウス：フルートソナタ（ヴァイオリンソナタ 作品18からの編曲）
- ジャック・イベール：間奏曲（フルートはヴァイオリンと、伴奏のギターはハープとそれぞれ交換可能）
- アラム・ハチャトゥリアン：フルート協奏曲（ヴァイオリン協奏曲ニ短調からの編曲）
- 宮城道雄：春の海